# Tania Moreno Matveeva
Tania Moreno Matveeva (* 29. Januar 2002 in Madrid) ist eine spanische Beachvolleyballspielerin.

## Karriere
Tania Moreno wurde als Kind von ihrer Mutter Olga Matwejewa trainiert und nahm bereits als Zehnjährige an nationalen Beachvolleyballturnieren teil. Mit dreizehn Jahren startete sie auch international, die beiden ersten Jahre an der Seite von María Belén Carro. Bestes Ergebnis der beiden gebürtigen Madrileninnen war das Erreichen des Viertelfinales bei der U18-Europameisterschaft in Brno 2016. Drei Jahre später war Moreno weiterhin spielberechtigt für die U18-EM und erreichte mit Ana Vergara das Finale bei der Veranstaltung in Baden. Mit ihrer neuen Stammpartnerin Daniela Álvarez Mendoza wurde Tania Moreno Matveeva in der gleichen Saison Dritte bei der U20-EM in Göteborg sowie 2022 U22-Europameisterin in Vlissingen. Vier Jahre zuvor hatten die beiden Spanierinnen den fünften Rang bei den Olympischen Jugendspielen in Buenos Aires erreicht.
2022 wurde das bis dahin erfolgreichste Jahr für Moreno und Álvarez im Seniorenbereich. So gelang es den beiden Spanierinnen beim Elite16-Turnier in Hamburg, die Qualifikation zu überstehen und trotz einer Dreisatzniederlage gegen die Deutschen Cinja Tillmann und Svenja Müller, diese mit einem einzigen Ballpunkt mehr und damit den besseren Quotienten in der Gruppenphase hinter sich zu lassen und ins Viertelfinale einzuziehen, sodass sie am Ende der Veranstaltung nach der Niederlage gegen die US-amerikanischen Turniersiegerinnen Kelly Cheng und Betsi Flint den geteilten fünften Platz belegten. Eine Woche später besiegten Álvarez Mendoza und Moreno bei der Europameisterschaft in München das deutsche Duo und anschließend die beiden italienischen Beachpaare Reka Orsi Toth und Sara Breidenbach sowie Marta Menegatti und Valentina Gottardi. Im Halbfinale unterlagen die Spanierinnen den zu diesem Zeitpunkt noch aktuellen Europameisterinnen Tanja Hüberli und Nina Brunner sowie im Spiel um die Bronzemedaille den Niederländerinnen Katja Stam und Raisa Schoon, sodass Daniela Álvarez Mendoza und Tania Moreno Matveeva den vierten Platz bei der EM belegten.
Bei der Europameisterschaft 2023 in Wien erreichten Álvarez/Moreno das Endspiel, das sie gegen die Schweizerinnen Nina Brunner und Tanja Hüberli verloren. Bei der Weltmeisterschaft in Tlaxcala erreichten sie als Gruppendritte die Hauptrunde, in der sie gegen die Niederländerinnen Raïsa Schoon und Katja Stam ausschieden. Anschließend belegten Álvarez/Moreno beim Challenge-Turnier in Goa den dritten Platz und standen im Endspiel von Nuvali. Einen weiteren Podestplatz konnten sich die beiden erst in der folgenden Saison erkämpfen, als sie beim gleichwertigen Event im chinesischen Xiamen im Kampf um Bronze gegen Ainė Raupelytė / Monika Paulikienė die Oberhand behielten. Ihr bestes jemals erzieltes Elite16-Ergebnis bis zu diesem Zeitpunkt erreichten sie, als sie in Espinho zunächst die Qualifikation überstanden, anschließend im Pool C alle Gegnerinnen besiegten, ihr Viertelfinale gegen Xue / Xia gewannen und so den vierten Rang erkämpften. Nach zwei Achtelfinalteilnahmen bei gleichwertigen Events in Gstaad und Wien erreichten sie in der Gruppenphase der Olympischen Spiele den zweiten Rang und setzten sich danach gegen Stam / Schoon durch. In der Runde der letzten Acht scheiterten sie an den Silbermedaillengewinnerinnen Melissa / Brandie und belegten so im Endklassement den geteilten fünften Rang.